# Catharina Rose
Catharina Rose d. efter juni 1587, hjältinnan i belägringen av Sluis under det nederländska frihetskriget. 
Vid spanjorernas belägring av Sluis i Flandern 1587 tilldelades hon befälet över de kvinnor som utsetts att försvara staden mellan Blå tornet och Smedetoren. Fästet kallades "Venusberget" eller "Kvinnoberget". Då staden tvingades kapitulera fick alla fri lejd att ge sig av. Rose blev föremål för en roman av Geertruida Bosboom-Toussaint : Gideon Florensz. (1854).  